# Gołdap (gmina)
Gołdap est une gmina mixte du powiat de Gołdap, Varmie-Mazurie, dans le nord de la Pologne, sur la frontière avec la Russie. Son siège est la ville de Gołdap, qui se situe environ 133 km au nord-est de la capitale régionale Olsztyn.
La gmina couvre une superficie de 361,73 km2 pour une population de 19 918 habitants.

## Géographie
Outre la ville de Gołdap, la gmina inclut les villages de Babki, Bałupiany, Barkowo, Bitkowo, Błażejewo, Boćwinka, Boćwiński Młyn, Botkuny, Bronisze, Czarnowo Wielkie, Dąbie, Dunajek, Dunajek Mały, Dzięgiele, Galwiecie, Gieraliszki, Główka, Górne, Grabowo, Grygieliszki, Jabłońskie, Jabramowo, Janki, Janowo, Jany, Jeziorki Małe, Jeziorki Wielkie, Juchnajcie, Jurkiszki, Kalkowo, Kalniszki, Kamionki, Kolniszki, Konikowo, Kośmidry, Kowalki, Kozaki, Łobody, Marcinowo, Mażucie, Nasuty, Niedrzwica, Nowa Boćwinka, Okrasin, Osieki, Osowo, Piękne Łąki, Pietrasze, Pietraszki, Pogorzel, Regiele, Rostek, Rożyńsk Mały, Rożyńsk Wielki, Rudzie, Samoniny, Siedlisko, Skocze, Sokoły, Suczki, Szyliny, Tatary, Użbale, Wiłkajcie, Wilkasy, Włosty, Wronki Wielkie, Wrotkowo, Zatyki, Żelazki et Zielonka.
La gmina borde les gminy de Banie Mazurskie, Dubeninki, Filipów et Kowale Oleckie. Elle est également frontalière de la Russie (oblast de Kaliningrad).